# Данијел Хантер
Данијел Хантер (енгл. Daniel Hunter; Окланд, 28. јун 1994) новозеландски је пливач чија специјалност су спринтерске трке слободним и делфин стилом. Вишеструки је национални првак и рекордер.

## Спортска каријера
Међународну спортску каријеру започео је учешћем на Универзијади у Квангџуу 2015. где је заузео седмо место у финалу трке на 100 слободно. Годину дана касније, на светском првенству у малим базенима у канадском Виндзору успео је да се пласира у полуфинале трке на 50 слободно (у полуфиналу је заузео 15. место). 
На светским првенствима у великим базенима дебитовао је у Будимпешти 2017. где је наступио у три квалификационе трке на 50 слободно (38), 50 леђно (37) и 4×100 слободно (14. место). 
Највеће успехе у дотадашњој професионалној каријери остварио је на Играма Комонвелта 2018. у Гоулд Коусту − 5. место на 50 делфин и 8. место на 100 слободно − и Панпацифичком првенству у Токију исте године − 7. место на 50 слободно. 
Хантер се такмичио и на светском првенству у корејском Квангџуу 2019. − 38. место на 50 делфин, 37. на 100 слободно и 14. место у штафети 4×200 слободно.